# Alberto Trionfi
Alberto Trionfi, italijanski general, * 2. julij 1892, † 28. januar 1945.